# Orino

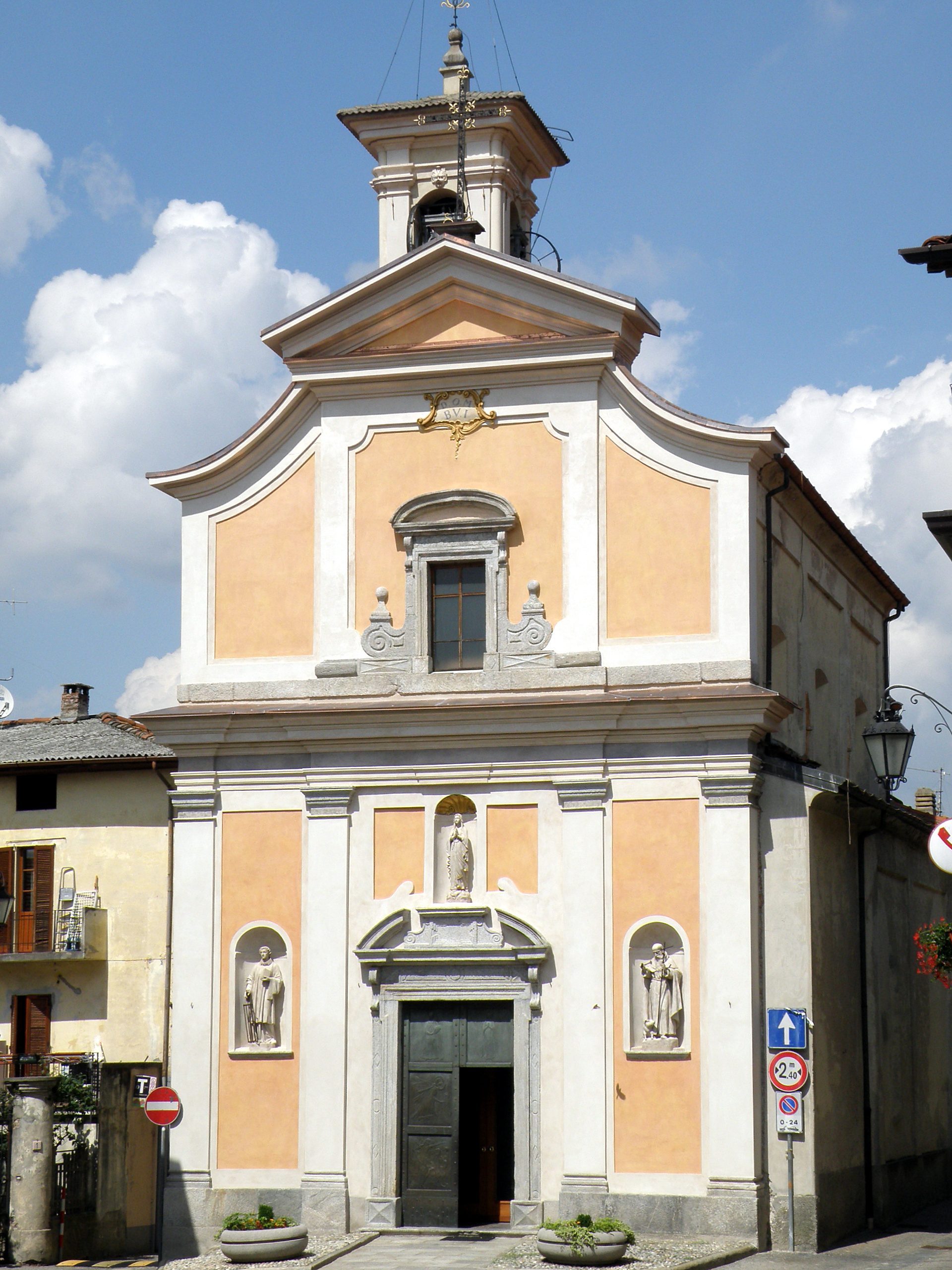
Parochiekerk

Orino is een gemeente in de Italiaanse provincie Varese (regio Lombardije) en telt 831 inwoners (31-12-2004). De oppervlakte bedraagt 3,8 km², de bevolkingsdichtheid is 260 inwoners per km².

## Demografie
Orino telt ongeveer 367 huishoudens. Het aantal inwoners steeg in de periode 1991-2001 met 17,3% volgens cijfers uit de tienjaarlijkse volkstellingen van ISTAT.
| Jaar | Inwoneraantal |
| ---- | ------------- |
| 1991 | 664           |
| 2001 | 779           |

## Geografie
Orino grenst aan de volgende gemeenten: Azzio, Cocquio-Trevisago, Cuvio.